# 和井内道路
和井内道路（わいないどうろ）は、岩手県宮古市を通る国道340号のバイパス道路である。

## 概要
国道340号宮古市和井内地区は、幅員狭小、線形不良の隘路で車両のすれ違いが困難であるほか、集落の中を通過する線形となっているため、自転車や歩行者も混在しており安全で円滑な走行に支障をきたしている。2車線の道路新設によりその隘路を解消し、併せて歩道設置などを進める事で走行車両および歩行者の安全確保を目的に整備が進められているのが道路延長約4,890mの和井内道路である（資料によっては国道340号和井内工区との表記されている例も）。廃線となったJR岩泉線とほぼ並走しており、旧中里駅前から旧岩手和井内駅前を経て和井内市街地を迂回した後に現道に合流するルートとなっている。
総事業費は当初見込みが約49億円で、岩手県が主体となって事業を推進。沿線を刈屋川、安庭沢、伊左内沢等の河川や念佛森といった山に囲まれている自然地形上の特有から、当道路は橋梁が連続する。
1997年度より事業に着手し、翌1998年度より用地取得に、1999年度より工事に着手した。2000年に終点部のL=0.3 kmが開通して以降、随時供用区間を広げ、とりわけ東日本大震災以降は「復興支援道路」としても位置付けられ重点的に整備が進められていた。全体完成は2018年12月25日。実際に掛かった全体事業費は約56億円であった。
また和井内道路より北方は国道340号屈指の難所押角峠があり、急勾配・急カーブ・幅員狭小区間が連続し大型車とのすれ違いが非常に困難が箇所がある。こちらについては岩泉線廃止の見返りとしてJR東日本が資金提供等の形で協力し、道路改良事業を進めている。岩泉線の押角トンネルは道路用に拡幅して2020年12月に国道340号のトンネルとして開通しており、押角トンネルに前後する道路も順次整備が行われている。

### 路線データ
- 起点：岩手県宮古市中里
- 終点：岩手県宮古市和井内
- 道路延長：L=約4.89 km
- 標準道路幅員：W=11.5 - 12.0 m[3]
- 車線幅員：W=3.0 - 3.25 m[3]

## 歴史
- 1997年度 - 事業化
- 1998年度 - 用地着手
- 1999年度 - 工事着手
- 2000年7月 - 和井内終点部（L=0.3 km）供用開始
- 2003年6月 - 中里駅北（L=0.2 km）部分開通
- 2004年7月 - 中里起点部（L=0.4 km）部分開通
- 2008年1月28日 - 和井内駅周辺（L=0.8 km）部分開通[6]
- 2018年12月25日 - 完工[4]

## 地理

### 通過する自治体
- 岩手県
  - 宮古市